# 厚毛扁芒菊
厚毛扁芒菊（学名：Waldheimia vestita）为菊科扁芒菊属下的一个种。

## 扩展阅读
- 維基物種上的相關：厚毛扁芒菊